# Dendrodoris albobrunnea
Dendrodoris albobrunnea is een slakkensoort uit de familie van de Dendrodorididae. De wetenschappelijke naam van de soort is voor het eerst geldig gepubliceerd in 1933 door Allan.